# 悪の枢軸

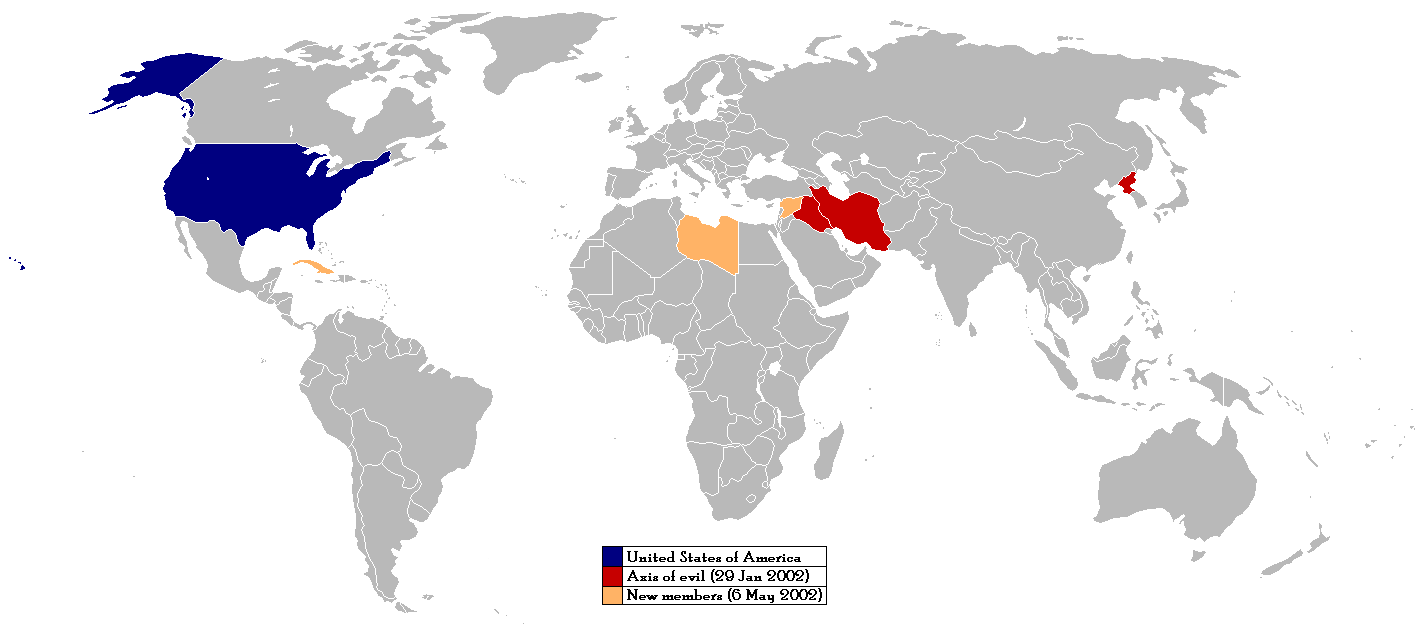
USA
ブッシュ大統領による「悪の枢軸」、IRN・・PRK
ボルトン国務次官による「悪の枢軸を越えて」演説で指定された国々、CUB、、

悪の枢軸（あくのすうじく、英語: axis of evil）とは、アメリカのジョージ・W・ブッシュ大統領が2002年1月29日の一般教書演説で、朝鮮民主主義人民共和国（北朝鮮）、イラン・イスラム共和国、イラク（バアス党政権）の3か国を名指で批判する際に使った総称である。

## 概要
アメリカは2001年9月11日に同時多発テロ事件を起こされており、対テロ戦争の一環としてアフガニスタン紛争が勃発した。「悪の枢軸」発言はこれが一定の成果を収めた翌年の2002年1月に一般教書演説において、当時ならずもの国家（あるいはテロ支援国家）とされた国々を念頭にして発言されたものである。なお、仕掛け人はブッシュ政権のスピーチライターで、当時はまだアメリカ国籍でなかったユダヤ系カナダ人のデーヴィド・フラムである（フラムは2007年9月11日にアメリカ国籍を取得）。
当時イラン、イラク、北朝鮮は大量破壊兵器を開発もしくは保持しており、またテロ組織を支援しているという認識が米英を始めとする先進諸国にはあった。イラクは湾岸戦争後の取り決めで大量破壊兵器の破棄および国連による査察団の受け入れが課されていたが、これを拒否し続けていた。
北朝鮮は国際原子力機関 (IAEA) の査察団を追放し、核拡散防止条約を破棄して核兵器開発に乗り出した（北朝鮮核問題）。イランの場合はイランの核開発問題があった。
さらに同年5月には、ジョン・ボルトン国務次官による「悪の枢軸を越えて」の演説において、大量破壊兵器を追求する国々としてシリア、リビア、キューバが追加で指定されている。
そして約1年後の2003年3月19日に、イラク戦争が勃発する。
「悪の枢軸」という表現は第二次世界大戦における「枢軸国」と、ロナルド・レーガン大統領の「悪の帝国」を組み合わせたものと見られる。また、イラク戦争後の2006年2月30日にワシントンで行った講演でも再び「悪の枢軸」という表現を用いて、イランと北朝鮮を批判している。

## 影響
イラクは反発したものの、同年に4年ぶりの全面査察に応じた。
北朝鮮は同年10月にアメリカとの協議中に「われわれは悪の枢軸の一員だ」と開き直るような発言をした。
イラク、イランといったイスラム国家の他に非イスラム国家である北朝鮮を混ぜたことで、これがキリスト圏とイスラム圏の争いではないと主張する意味を持つという評価もあった。
2023年10月に、ミッチ・マコーネル上院院内総務はFOXのインタビューでは、「ロシア、中国、北朝鮮、イランが新たな悪の枢軸だ」と発言した。

## 「善の枢軸」
ベネズエラのウゴ・チャベス大統領は悪の枢軸をもじって、ベネズエラ、キューバ、ボリビアの連携を善の枢軸 (axis of good) と自称した。
これらの国は中南米の反米・左翼政権であり、アメリカが進める新自由主義やグローバリズムといった点に対抗するための協調を行っている。

## イスラエルによる「悪の枢軸」発言
2008年2月28日、イスラエルのエフード・オルメルト首相が日本記者クラブの講演で、「北朝鮮とイラン、シリア、ヒズボラ、ハマースは悪の枢軸だ」だと発言した。これに対し北朝鮮は「イスラエルと言えば、中東地域で侵略と破壊、殺人などの悪事を働くもっとも危険な反動勢力である」「シオニストの巨頭が、犯罪的な反パレスチナ侵略行為やアラブ領土占領政策などで自らに注がれる世界の鋭い視線を他にそらそうとしているが、それは逆に自分の首を絞める愚かな行為である」と激烈に批判した。ただ、北朝鮮がイランやシリアと武器輸出などで懇意なのは確かであり、またアメリカ議会調査局によると、ヒズボラの兵士が1980年代後半から北朝鮮当局の招待に応じて訪朝し、北朝鮮国内での軍事訓練を受けていたとされる。
2010年5月12日には、イスラエルのアヴィグドール・リーベルマン外相が日本記者クラブの講演で、イラン、シリア、北朝鮮を「悪の枢軸」と呼び、国際社会が核や大量破壊兵器の拡散防止のために連携するよう訴えた。
2023年10月7日よりガザ地区のハマースにより行われたイスラエルへの越境攻撃に起因して始まったガザ地区への攻勢（2023年パレスチナ・イスラエル戦争）に絡んで、南アフリカが翌2024年1月イスラエルが同地区でジェノサイドを行っているとして国際司法裁判所（ICJ）に提訴を行った際には、ベンヤミン・ネタニヤフ首相が同年1月13日に「ハーグ（ICJ所在地）も『悪の枢軸』もわれわれを制止することはできない」と反発し、レバノン、シリア、イラク、イエメンの「抵抗の枢軸」と呼ばれるイランが支援する勢力に対しこの呼称を用いた。